# Děkanát Olomouc
Děkanát Olomouc je územní část olomoucké arcidiecéze. Tvoří ho 29 farností. Děkanem je P. Mgr. Michal Pořízek.

## Z dějin děkanátu
Vznik olomouckého děkanátu se klade již do doby biskupa Brunona ze Schauenburku, v roce 1864 byl však děkanát zrušen a farnosti podřízeny přímo olomouckému ordinariátu. Roku 1952 byly vytvořeny děkanáty Olomouc - město a Olomouc - venkov, roku 1993 byl vytvořen současný děkanát olomoucký.

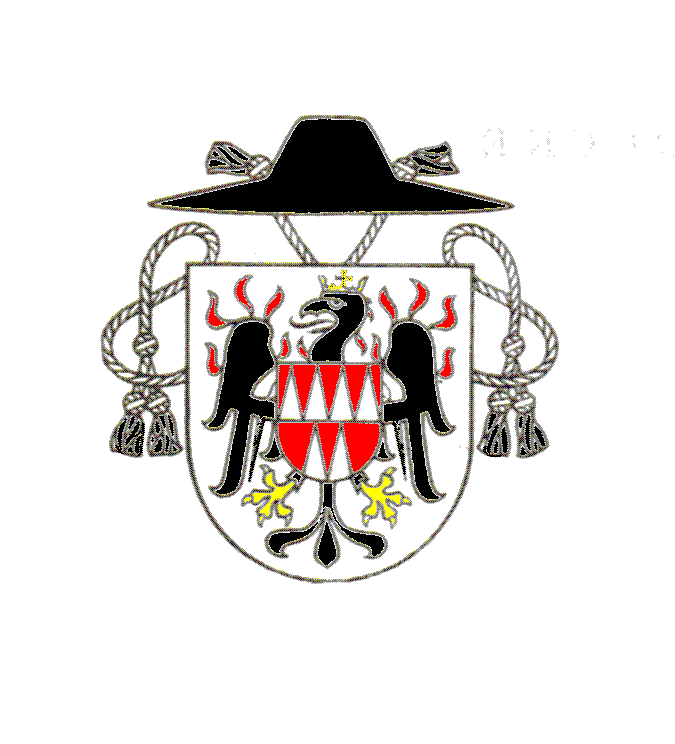
Znak děkanátu Olomouc

## Přehled farností děkanátu Olomouc a jejich obsazení
| Farnost                      | Farní kostel                 | Správce                                                                 | Web farnosti                                 |
| ---------------------------- | ---------------------------- | ----------------------------------------------------------------------- | -------------------------------------------- |
| Bystročice                   | sv. Cyrila a Metoděje        | excurrendo : Olomouc - svatý Michal                                     |                                              |
| Dolany u Olomouce            | svatého Matouše              | P. ThLic. Vojtěch Karel Koukal                                          |                                              |
| Doloplazy                    | svatého Cyrila a Metoděje    | P. Mgr. František Foltýn                                                |                                              |
| Drahanovice                  | svatého Jakuba Staršího      | excurrendo : Těšetice u Olomouce                                        |                                              |
| Dub nad Moravou              | Očišťování Panny Marie       | P. PhDr. ThLic. Jan Kornek                                              |                                              |
| Hlubočky                     | Božského Srdce Páně          | excurrendo : Velká Bystřice                                             |                                              |
| Hněvotín                     | svatého Leonarda             | Mons. Ing. Vojtěch KOLOŠ                                                |                                              |
| Horka nad Moravou            | svatého Mikuláše             | excurrendo : Olomouc - Hejčín                                           |                                              |
| Charváty                     | sv. Jana Křtitele            | excurrendo : Dub nad Moravou                                            |                                              |
| Křelov                       | svatého Jiljí                | excurrendo : Olomouc – Hejčín (P. ThLic. Jaroslav Norbert Žuška OCarm.) | Archivováno 17. 10. 2010 na Wayback Machine. |
| Olomouc - akademická farnost | Panny Marie Sněžné           | P. Mgr. Václav Novotný S.J.                                             |                                              |
| Olomouc - Hejčín             | svatých Cyrila a Metoděje    | P. Pavel Gorazd Cetkovský (administrátor) O.Carm.                       |                                              |
| Olomouc - Hodolany           | Panny Marie Pomocnice        | excurrendo : Olomouc - katedrála                                        |                                              |
| Olomouc - Holice             | svatého Urbana               | P. ThLic. Josef Mikulášek, Ph.D. (administrátor)                        |                                              |
| Olomouc - Chválkovice        | svaté Barbory                | excurrendo : Svatý Kopeček                                              |                                              |
| Olomouc - Klášterní Hradisko | svatého Štěpána              | P. Mgr. Bc. Pavel Hyacint Kuchta OPraem. (administrátor)                |                                              |
| Olomouc - Nová Ulice         | Panny Marie Pomocné          | excurrendo : Olomouc - svatý Mořic                                      |                                              |
| Olomouc - Nové Sady          | svatých Filipa a Jakuba      | excurrendo : Olomouc – katedrála                                        |                                              |
| Olomouc - Slavonín           | svatého Ondřeje              | excurrendo : Olomouc - sv. Michal                                       |                                              |
| Olomouc - svatý Michal       | svatého Michala              | P. Mgr. Antonín Štefek                                                  |                                              |
| Olomouc - svatý Mořic        | svatého Mořice               | P. Mgr. František Hanáček                                               |                                              |
| Olomouc - svatý Václav       | Katedrála svatého Václava    | R. D. Mgr. Michal Pořízek                                               |                                              |
| Slatinice u Olomouce         | Nanebevzetí Panny Marie      | excurrendo : Těšetice u Olomouce                                        |                                              |
| Svatý Kopeček u Olomouce     | Bazilika Navštívení P. Marie | P. ICLic. Mgr. Boguslaw Stanislav Surma O.Praem.                        |                                              |
| Těšetice u Olomouce          | sv. Petra a Pavla            | P. Mgr. Mirosław Łukasiewicz                                            |                                              |
| Tršice                       | Narození Panny Marie         | excurrendo : Doloplazy                                                  |                                              |
| Velká Bystřice               | Stětí svatého Jana Křtitele  | P. Mgr. Tomasz Żurek (administrátor)                                    | Archivováno 15. 8. 2012 na Wayback Machine.  |
| Velký Týnec                  | Nanebevzetí P. Marie         | P. Václav Haltmar                                                       |                                              |
| Velký Újezd u Olomouce       | svatého Jakuba Většího       | excurrendo : Doloplazy                                                  |                                              |

Na území děkanátu také působí Řeckokatolická farnost v Olomouci, která je strukturou brněnsko-olomouckého děkanátu, organizační složky Apoštolského exarchátu v České republice.

## Fotogalerie

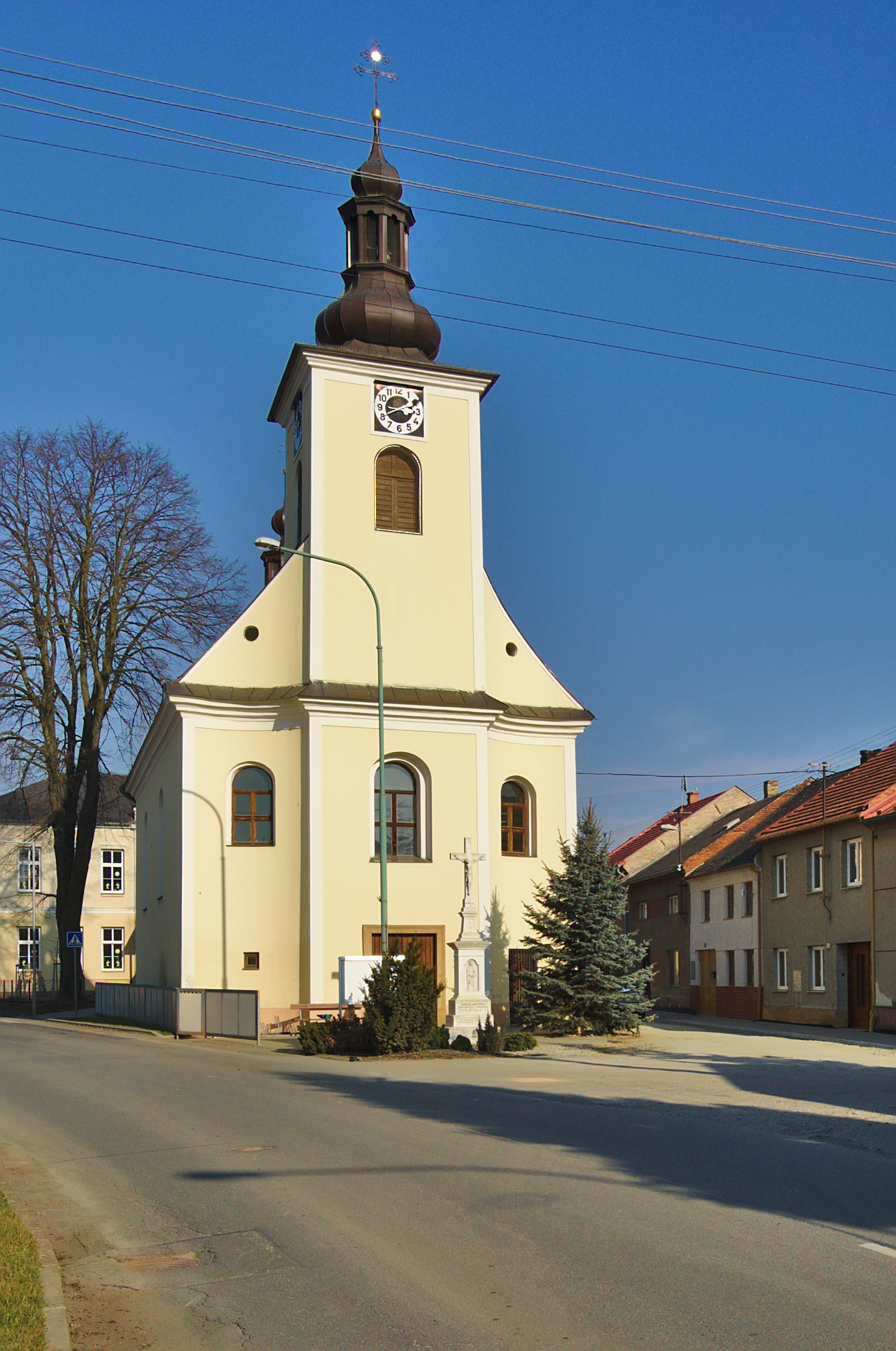
Kostel svatého Cyrila a Metoděje, Bystročice
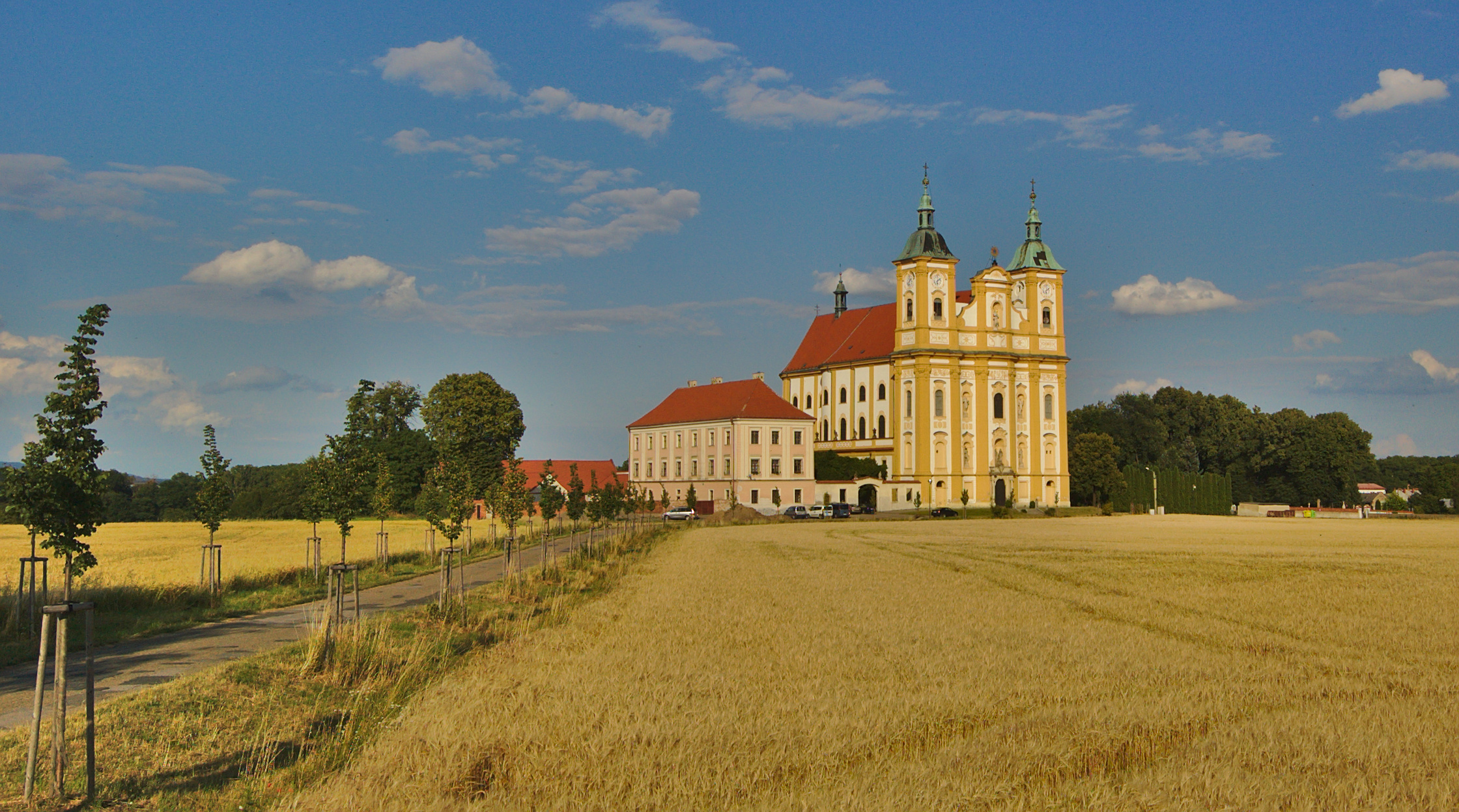
Kostel Očišťování Panny Marie, Dub nad Moravou
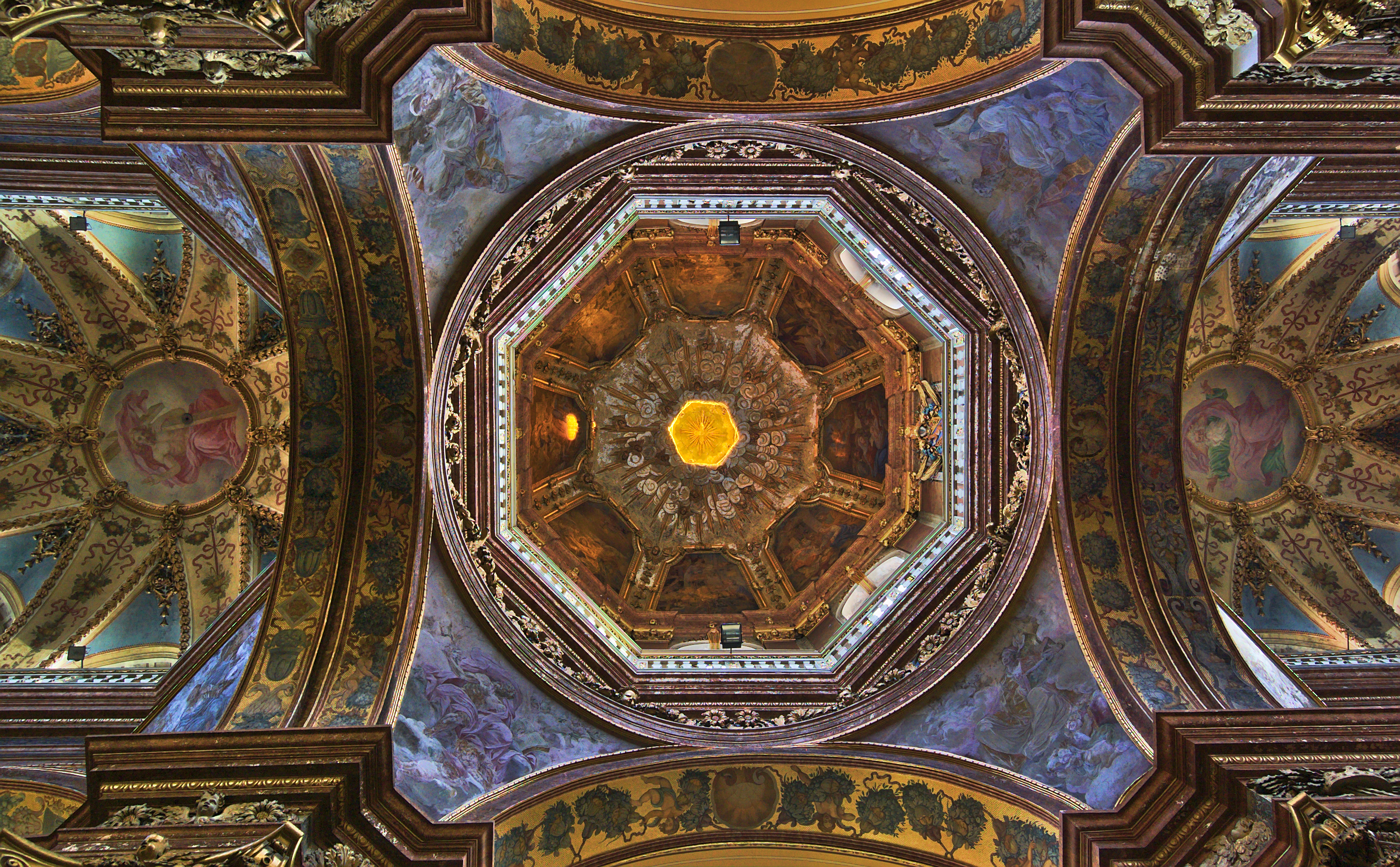
Kostel svatého Michaela archanděla - strop, Olomouc
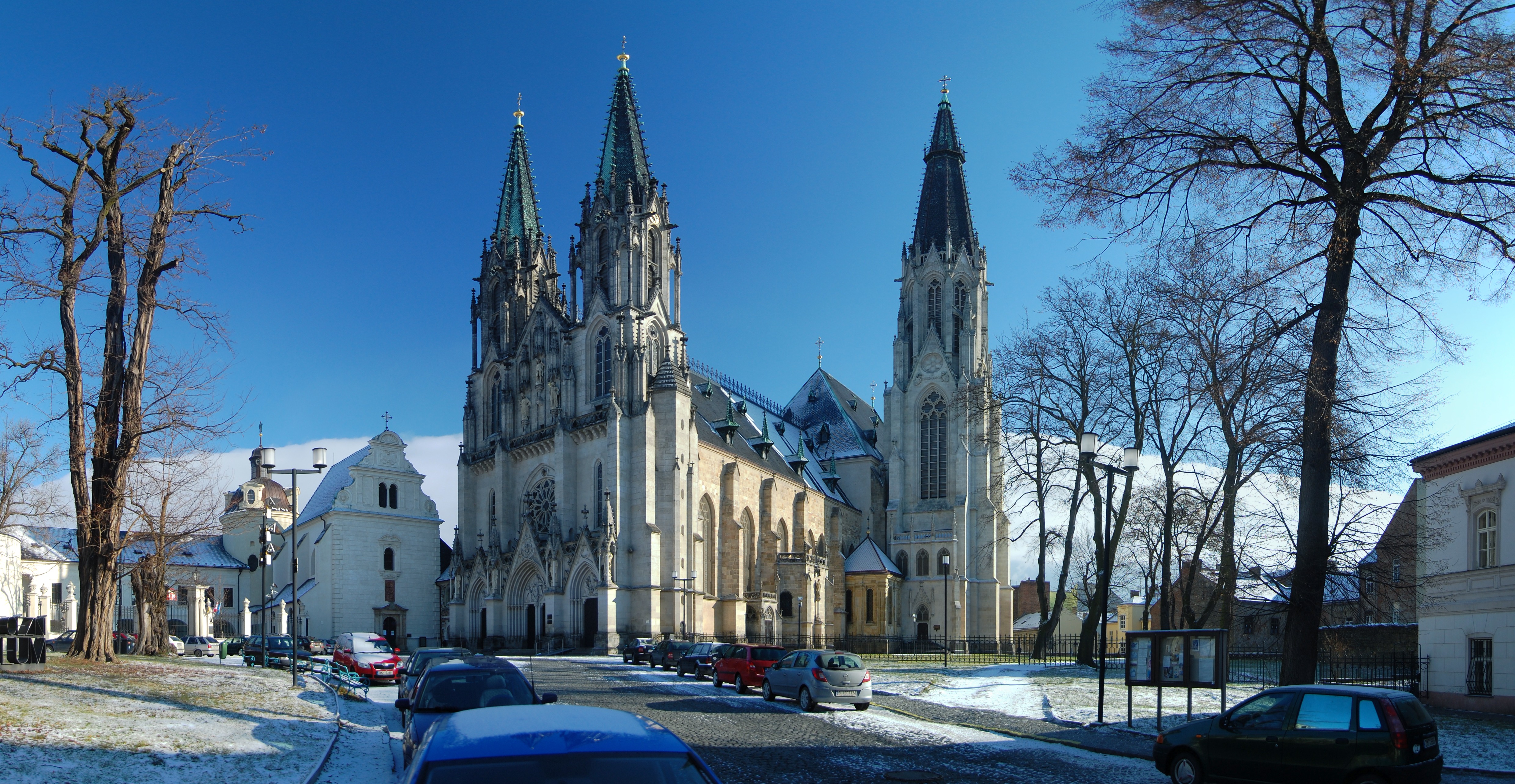
Katedrála svatého Václava, Olomouc